# قلعه ساوایاما

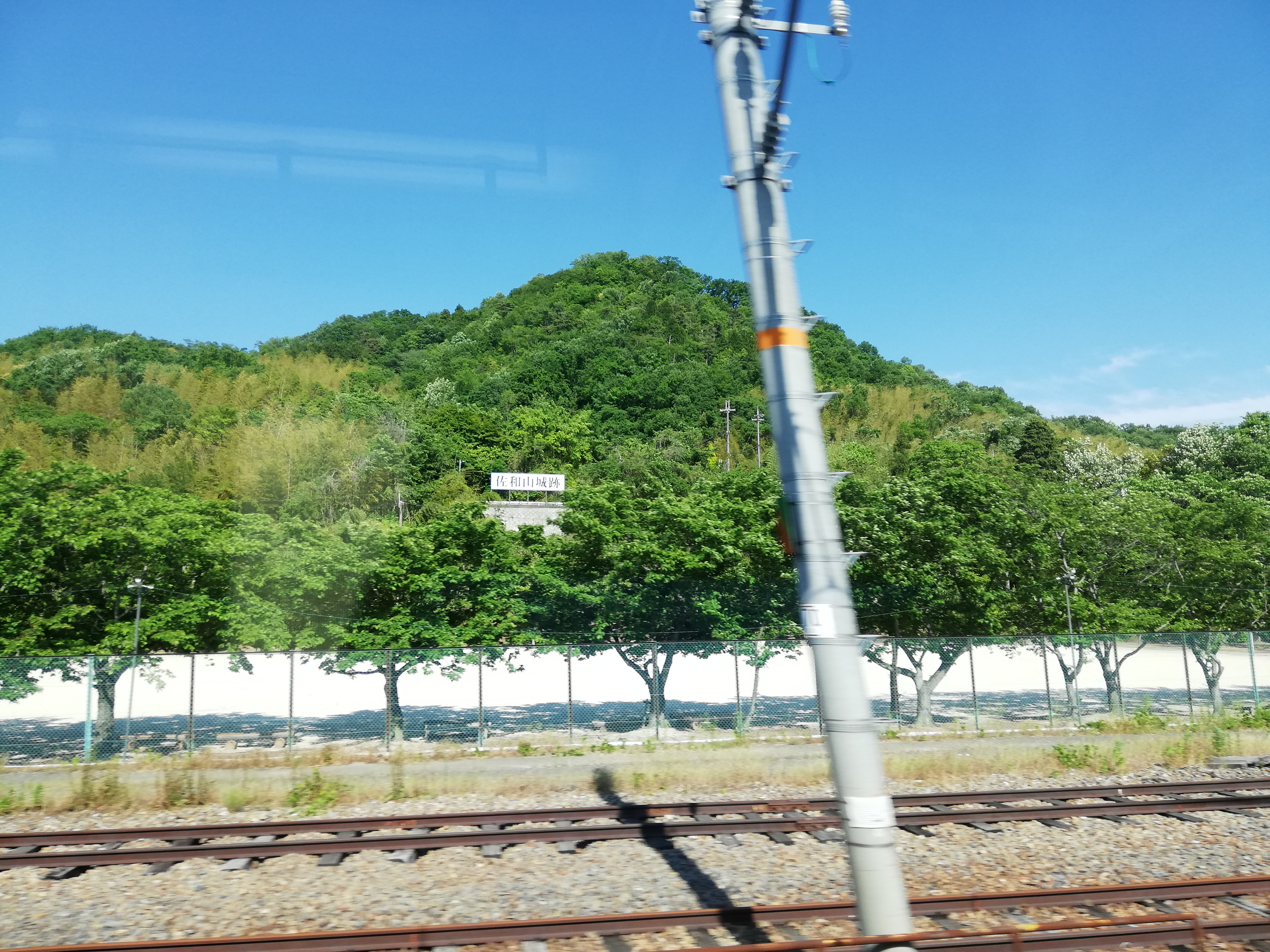
قلعه ساوایاما ژاپن

قلعه ساوایاما (به ژاپنی: 佐和山城 Sawayama-jō) یک قلعه ژاپنی است که در شهر هیکونه، استان شیگا، ژاپن قرار دارد.
این قلعه در ولایت اومی یکی از پایگاه‌های مهم خاندان آزای در دوره سنگوکو بود. این قلعه سپس به اختیار ایشیدا میتسوناری درآمد.